# 금 세종
금 세종 완안옹(金 世宗 完顔雍, 1123년 3월 29일(음력 3월 1일) ~ 1189년 1월 20일(음력 1월 2일))은 금나라 제5대 황제(재위 : 1161년 ~ 1189년). 금 태조의 셋째 아들 완안 종보(完顔宗輔)의 아들이다. 여진식 휘는 오록(烏祿). 시호는 광천흥운문덕무공성명인효황제(光天興運文德武功聖明仁孝皇帝). 어머니는 추와지(雛訛只)의 딸 정의황후(貞懿皇后) 이씨. 황후는 여진 오림답부(烏林荅部)의 추장 석토흑(石土黒)의 딸의 소덕황후(昭德皇后) 오림답씨다. 절일은 만춘절(萬春節)이다.
금 세종은 12세기에서 13세기 사이에 화북을 통치했던 여진 주도의 금나라의 황제로, 1161년부터 1189년까지 '대정(大定)'이라는 연호를 가지고 있던 금 세종은 금나라 황제 중에서 그 치세가 가장 길고 안정적이었다.

## 생애
12세에 아버지를 잃었다. 부친의 사후 발해의 귀족 출신이었던 어머니는 여진의 관습에 따른 다른 친척과의 혼인을 거절하고 승려가 되었다. 금나라 황제 해릉왕은 완안옹(完顔雍)을 경계하였으며 그를 제남윤(濟南尹)으로 파견하면서 처를 연경에 두고 가라고 했다. 완안옹의 처인 오림답씨(烏林答氏)는 해릉왕의 음욕을 알면서도 남편을 떠나보내고 자신은 하북(河北) 양향(良鄕) 고절진(固節鎭)에서 투신해 자결한다.
강화를 주도했던 남송의 진회 사후 해릉왕은 1161년 남송 침공을 개시했다. 이 시기 동경 요양부에 있었던 황족 완안옹은 해릉왕에 반항하는 세력에 의해 옹립되어 해릉왕에 대해 반란을 일으켜 연경에 입성했는데 해릉왕은 남정 중에 자신의 부장 야율원의(耶律元宜)에게 살해되었다. 곧 완안옹은 제5대 황제 세종으로 즉위하여 송나라와 화평을 맺었다.
금나라의 세종, 남송의 효종은 각자가 속한 왕조에서 가장 최고의 명군으로 불렸던 인물들이었는데, 우연하게도 동시대에 중국의 남북에서 2명의 명군이 남쪽과 북쪽에 나타나게 되어 평화가 찾아오게 되었고 완안옹의 29년간의 재위기간은 소요순시대(小堯舜時代)라 불렸다.
금 세종은 요양에 백탑(白塔)등을 건설하였다.
1189년 금나라는 몽골과 남송을 상대로 두개의 전선에서 싸우게 되었다.
세종의 손자였던 금 장종이 조부의 지명을 받아 황태손이 되었다가 1189년, 세종의 사후에 황위를 이어 즉위하였다.

## 통치

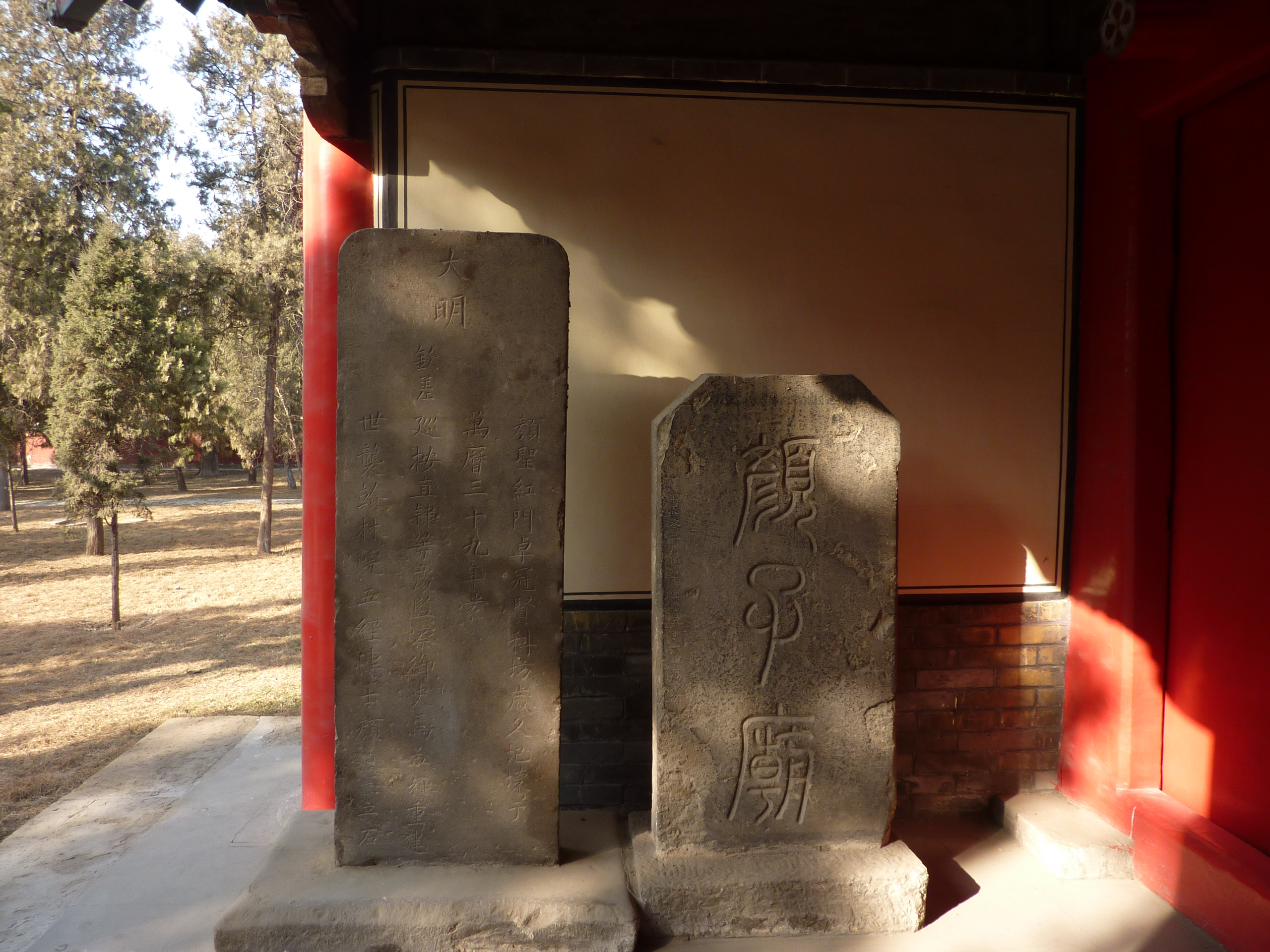
대정 24년(1184) 산동(山東) 곡부(曲阜) 안자묘(顏子廟) 편액(우)

세종은 전임자의 남송(南宋) 침공 계획을 포기하고 금의 한화 정책도 폐기하였다. 세종 본인은 한족 문화에 친숙하지만 여진의 힘은 '단순하고 진실한' 문화를 유지하는 것에 있으며 완안적고내가 여진의 문화를 대량으로 폐기하였기 때문에 실패했다고 생각하였다. 세종은 중국 문화 자체를 싫어하는 것은 아니었으며, '자연스럽고 진솔한' 여진인의 삶의 방식이 고대 중국 성인들의 가르침과 같다고 주장한 적도 있다. 그러나 그는 경전 읽기만 하고 자신의 생각을 실천하지 않는 것은 비생산적이라고 보았다.
세종은 사용하지 않는 땅과 소수 여진 지주가 장악한 땅을 몰수하여 화북에 정착한 여진인에게 나눠줬다. 여진인들은 땅을 갈아 일하는 대신 중국 농부들에게 빌려주었다. 세종은 여진인들이 땅을 빌려주고 술만 먹으며 무예와 말타기와 활쏘기 등 군사 기술을 잃어버리는 것을 비판하였다. 모범을 보이고자 1162년 세종은 수렵을 왕실 연례 행사로 만들었고,1188년까지 거의 매해 가을과 겨울에 사냥을 갔다. 자신 또한 공놀이와 활쏘기를 즐겨 했다.
제위를 물려준 뒤 여진 문화와 여진어를 촉진하고자 세종은 중국 고전을 여진어로 번역하는 작업을 시작했다. 여진어 『서경(書經)』이 처음으로 출간되었다. 대정 연간 말기 여러 중국 고전이 여진어로 출간되었다.
통치 기간 중에 세종은 3천명의 여진인을 골라 여진어를 가르쳤다. 1173년, 여진어 진사(進士) 시험이 시작되었고, 수도에 여진국자학(女眞國子學)을, 지방엔 지방 학교를 열었다. 현대 학자들은 여진어 진사 학위는 여진인 관료 선발을 위한 것보다는 여진어 학술을 촉진시키는데 목적이 있었다고 본다. 왜냐하면 여진어 진사 대부분은 퇴임까지 여진어 교사와 중국 고전의 여진어 번역가로 활동했기 때문이다.
세종은 여진어 사용자를 대하면 관료들은 여진어로 답하라고 지시했다. 1174년, 금군(禁軍)들도 중국어가 아닌 여진어를 배워 사용하도록 지시하였다. 1183년, 여진어판 『효경(孝經)』 1천본이 배포되었다.
대명(大名)과 산동(山東) 등 남로(南路)의 가난한 여진 가문은 부유한 여진 가문의 생활을 살려 했고 딸을 노예로 팔거나 땅을 한인 소작인에게 빌려주어서 농사를 하려 하지 않았다. 부유한 여진인은 연회와 음주에 빠지고 비단옷을 입었다. 『금사(金史)』에는 세종이 이를 알아 차리고 1181년 이러한 일을 중지시켰다.
여진 전통의 부활을 위해 세종은 노예와 노비의 비단 착용을 금하였고, 1188년 여진인의 한인 복장 착용을 금지했다.
세종과 장종(章宗)은 불교와 도교를 믿었다. 1187, 세종은 도교 전진학파(全眞學派)의 창시자 왕중양(王重陽)의 제자 왕처일(王處一)을 초빙하여 설교하도록 했다. 일부 자료에 의하면 왕중양의 다른 제자 구처기(丘處機)도 초대되었다고 한다. 세종은 왕처일에게 임종을 지켜보도록 요청했다.

## 존호
즉위 후인 1161년에 인명성효황제(仁明聖孝皇帝)라는 존호를 받았다. 1165년에 존호를 개칭하여 응천흥조인덕성효황제(應天興祚仁德聖孝皇帝)를 받았다. 1171년에 존호를 추가하여 응천흥조흠문광무인덕성효황제(應天興祚欽文廣武仁德聖孝皇帝)라는 존호를 받았다.

## 금 세종을 연기한 배우들
- 《무인시대》 (KBS1, 2003년) - 배우: 안치용

## 가족관계

### 조부모와 부모
- 조부 : 태조(太祖) 무원황제(武元皇帝) 완안 아골타(完顔阿骨打)
- 조모 : 선헌황후(宣獻皇后) 복산씨(僕散氏)
- 부친 : 예종(睿宗) 간숙황제(簡肅皇帝) 완안종요(完顔宗堯)
- 모친 : 정의황후(貞懿皇后) 이씨(李氏)

### 형제
- 동생 : 완안오리보(完顔吾里補)

### 황후
| 봉호            | 시호                | 이름(성씨)          | 별칭  | 재위년도 | 생몰년도   | 국구(장인/장모)                                                               | 능묘       | 비고  |
| --------------- | ------------------- | ------------------- | ----- | -------- | ---------- | ----------------------------------------------------------------------------- | ---------- | ----- |
| 조왕비 (曹王妃) | 명덕황후 (明德皇后) | 오림답씨 (烏林答氏) | [ 4 ] | (추존)   |            | 심국공(瀋國公) 오림답 석토흑(烏林答 石土黑) 심국부인(瀋國夫人) 완안씨(完顔氏) | 흥릉(興陵) | [ 5 ] |
| 원비 (元妃)     | 광헌황후 (光獻皇后) | 이씨 (李氏)         | [ 6 ] | (추존)   | ? ~ 1181년 | 광평군양간왕(廣平郡襄簡王) 이석(李石)                                         |            | [ 7 ] |

### 후궁
| 봉호       | 이름(성씨)     | 별칭                  | 생몰년도 | 비고 |
| ---------- | -------------- | --------------------- | -------- | ---- |
| 원비(元妃) | 장씨(張氏)     | 신비(宸妃) 혜비(惠妃) |          |      |
| 현비(賢妃) | 석매씨(石抺氏) |                       |          |      |
| 덕비(德妃) | 도단씨(徒單氏) |                       |          |      |
| 유비(柔妃) | 대씨(大氏)     |                       |          |      |
| 소의(昭儀) | 양씨(梁氏)     |                       |          |      |
| 재인(才人) | 석매씨(石抺氏) |                       |          |      |

### 황자
| -  | 봉호           | 시호       | 이름                                          | 생몰년도        | 생모              | 별칭   | 비고                   |
| -- | -------------- | ---------- | --------------------------------------------- | --------------- | ----------------- | ------ | ---------------------- |
| 1  | 호왕(鎬王)     | 여(厲)     | 완안 실로랄(完顔 實魯剌) 완안 영중(完顔 永中) | ? ~ 1194년      | 원비 장씨         | [ 8 ]  |                        |
| 2  | 황태자(皇太子) | 선효(宣孝) | 완안 호토와(完顔 胡土瓦) 완안 윤공(完顔 允恭) | 1146년 ~ 1185년 | 명덕황후 오림답씨 | [ 9 ]  | [ 10 ]                 |
| 3  | 조왕(趙王)     |            | 완안 숙련(完顔 孰輦)                          |                 | 명덕황후 오림답씨 | [ 11 ] | [ 12 ]                 |
| 4  | 월왕(越王)     |            | 완안 사로(完顔 斜魯)                          |                 | 명덕황후 오림답씨 |        | [ 12 ]                 |
| 5  | 월왕(越王)     | 충간(忠簡) | 완안 송갈(完顔 宋葛) 완안 영공(完顔 永功)     | 1154년 ~ 1221년 | 원비 장씨         | [ 13 ] |                        |
| 6  | 정왕(鄭王)     | 날(剌)     | 완안 은출가(完顔 銀朮可) 완안 영도(完顔 永蹈) | ? ~ 1193년      | 광헌황후 이씨     | [ 14 ] |                        |
| 7  | 위왕(衛王)     | 소(昭)     | 완안 흥승(完顔 興勝) 완안 영제(完顔 永濟)     | ? ~ 1213년      | 광헌황후 이씨     | [ 15 ] | 제7대 황제 위왕(衛王). |
| 8  | 노왕(潞王)     |            | 완안 와출(完顔 訛出) 완안 영덕(完顔 永德)     |                 | 광헌황후 이씨     | [ 16 ] |                        |
| 9  | 예왕(豫王)     | 문헌(文獻) | 완안 학야(完顔 鶴野) 완안 영성(完顔 永成)     | ? ~ 1204년      | 소의 양씨         | [ 17 ] |                        |
| 10 | 기왕(夔王)     |            | 완안 알불출(完顔 斜不出) 완안 영승(完顔 永升) | ? ~ 1213년      | 재인 석매씨       | [ 18 ] |                        |

### 황녀
| -  | 봉호               | 이름               | 생몰년도   | 생모              | 부마                                        | 별칭                                  | 비고 |
| -- | ------------------ | ------------------ | ---------- | ----------------- | ------------------------------------------- | ------------------------------------- | ---- |
| 1  | 노국공주(魯國公主) |                    |            | 명덕황후 오림답씨 | 임국공(任國公) 오고론 원충(烏古論 元忠)     | 예국공주(豫國公主) 대장공주(大長公主) |      |
| 2  | 연국공주(兗國公主) |                    |            |                   | 포찰 호사(蒲察 胡沙)                        | 대장공주(大長公主)                    |      |
| 3  | 오국공주(吳國公主) |                    |            |                   | 소국공(蕭國公) 당괄 공(唐括 貢)             |                                       |      |
| 4  | 촉국공주(蜀國公主) |                    |            |                   | 당괄 정(唐括 鼎)                            |                                       |      |
| 5  | 완국공주(宛國公主) |                    |            |                   | 오림답 복(烏林荅 復)                        |                                       |      |
| 6  | 한국공주(韓國公主) |                    |            | 광헌황후 이씨     | 복산 규(僕散 揆)                            |                                       |      |
| 7  | 택국공주(澤國公主) | 완안장락(完顔長樂) | ? ~ 1193년 |                   | 포랄 도(蒲剌 睹)                            |                                       |      |
| 8  | 식국공주(息國公主) |                    |            |                   | 정국각원공(定國恪愿公) 도단 공필(徒單 公弼) |                                       |      |
| 9  | 조국공주(曹國公主) |                    |            |                   |                                             |                                       |      |
| 10 | 위국공주(衛國公主) |                    |            |                   | 포찰 포속렬(蒲察 蒲速烈)                    |                                       |      |
| 11 | 공주(公主)         |                    |            |                   | 흘석렬 제신노(紇石烈 諸神奴)                |                                       |      |

## 기년
| 세종        | 원년            | 2년        | 3년        | 4년        | 5년        | 6년        | 7년        | 8년        | 9년        | 10년       |
| ----------- | --------------- | ---------- | ---------- | ---------- | ---------- | ---------- | ---------- | ---------- | ---------- | ---------- |
| 서력 (西曆) | 1161년          | 1162년     | 1163년     | 1164년     | 1165년     | 1166년     | 1167년     | 1168년     | 1169년     | 1170년     |
| 간지 (干支) | 신사(辛巳)      | 임오(壬午) | 계미(癸未) | 갑신(甲申) | 을유(乙酉) | 병술(丙戌) | 정해(丁亥) | 무자(戊子) | 기축(己丑) | 경인(庚寅) |
| 연호 (年號) | 대정(大定) 원년 | 2년        | 3년        | 4년        | 5년        | 6년        | 7년        | 8년        | 9년        | 10년       |
| 세종        | 11년            | 12년       | 13년       | 14년       | 15년       | 16년       | 17년       | 18년       | 19년       | 20년       |
| 서력 (西曆) | 1171년          | 1172년     | 1173년     | 1174년     | 1175년     | 1176년     | 1177년     | 1178년     | 1179년     | 1180년     |
| 간지 (干支) | 신묘(辛卯)      | 임진(壬辰) | 계사(癸巳) | 갑오(甲午) | 을미(乙未) | 병신(丙申) | 정유(丁酉) | 무술(戊戌) | 기해(己亥) | 경자(庚子) |
| 연호 (年號) | 11년            | 12년       | 13년       | 14년       | 15년       | 16년       | 17년       | 18년       | 19년       | 20년       |
| 세종        | 21년            | 22년       | 23년       | 24년       | 25년       | 26년       | 27년       | 28년       | 29년       |            |
| 서력 (西曆) | 1181년          | 1182년     | 1183년     | 1184년     | 1185년     | 1186년     | 1187년     | 1188년     | 1189년     |            |
| 간지 (干支) | 신축(辛丑)      | 임인(壬寅) | 계묘(癸卯) | 갑진(甲辰) | 을사(乙巳) | 병오(丙午) | 정미(丁未) | 무신(戊申) | 기유(己酉) |            |
| 연호 (年號) | 21년            | 22년       | 23년       | 24년       | 25년       | 26년       | 27년       | 28년       | 29년       |            |